# Stjepan Baloban
Stjepan Baloban (Brebrovac, 14. srpnja 1954.), hrvatski je rimokatolički teolog. Svećenik je Zagrebačke nadbiskupije.

## Životopis
Rodio se 1954. godine u Brebrovcu. 
Redovni je profesor na Katoličkome bogoslovnom fakultetu Zagrebu gdje je predaje kolegije iz moralne teologije i socijalnog nauka Crkve. Jedno je vrijeme bio pročelnikom Centra za promicanje socijalnog nauka Crkve HBK-a (1997. – 2004,). Od 2005. je predstojnikom Instituta za teološku kulturu laika KBF-a. Vodio je znanstvene projekte: o solidarnosti, o siromaštvu i o supsidijarnosti. 
Kolumnist je kršćanske obiteljske revije Kane od 2002. godine. Autor je brojnih znanstvenih i stručnih članaka, često daje razgovore za medije i uredio je brojne knjige. 
Član je uredništva Bogoslovske smotre.

## Djela
Napisao je ove knjige: 
- Etičnost i socijalnost na kušnji, Kršćanska sadašnjost, 1997.
- O dostojanstvu čovjeka i općem dobru u Hrvatskoj,  Kršćanska sadašnjost, 2000. (Stjepan Baloban, Gordan Črpić)
- Hrvatska obitelj na prekretnici , 2001. (urednik izdanja)
- Izazovi civilnog društva u Hrvatskoj, Kršćanska sadašnjost, 2000.
- Socijalni govor Crkve u Hrvatskoj, Kršćanska sadašnjost, 2004.
- Hrvatska na putu europskih integracija,  Kršćanska sadašnjost, 2004. (Stjepan Baloban, Gordan Črpić)
- O solidarnosti i supsidijarnosti u Hrvatskoj, Kršćanska sadašnjost, 2005. (Stjepan Baloban, Gordan Črpić)
- Kultura nedjelje i dostojanstvo radnika, Kršćanska sadašnjost, 2005. (Stjepan Baloban, Gordan Črpić)
- Vjera kao sastavni dio javnoga života. Katedralne ispovijedi, Glas Koncila, 2007.
- Socijalni kompendij: izazov i nadahnuće, 2007. (ur.: Stjepan Baloban, Gordan Črpić)
- Centar za promicanje socijalnog nauka Crkve, Kršćanska sadašnjost, 2010. (Stjepan Baloban, Gordan Črpić, Marijana Kompes)
- Slobodni i ponosni u društvu. Kršćanin i svijet, Kršćanska sadašnjost, 2010.
- Između slobode i podložnosti. Kršćanin i svijet, Kršćanska sadašnjost, 2010.[2]
- Otvorimo prostore pozitivnome : kršćanin i svijet (2015.)[3]
- Dijalog u Crkvi i u društvu : kršćanin i svijet (2021.)[4][5]

## Vanjske poveznice
Mrežna mjesta
- Revija za socijalnu politiku (Online). ISSN: 1845-6014  Arhivirana inačica izvorne stranice od 6. travnja 2009. (Wayback Machine) Željka Bišćan: Etičnost i socijalnost na kušnji